# Wolvercote
Wolvercote är en by i distriktet Oxford, i grevskapet Oxfordshire, i England. Orten är en som införlivats med Oxfords stad och är belägen vid Oxfordkanalen omkring 4 km norr om Oxfords historiska stadskärna. Orten hade 1 213 invånare 2016. Wolvercott var en civil parish fram till 1929 när blev den en del av St Giles and St John och Cutteslowe. Civil parish hade 1 351 invånare år 1921. Byn nämndes i Domedagsboken (Domesday Book) år 1086, och kallades då Ulfgarcote.